# 公同会運動
公同会運動（こうどうかいうんどう）は、琉球王国尚泰王の子である尚寅、尚順らが中心となって起こした運動。復藩運動ともよばれる。沖縄県知事を尚家による世襲制とすることを目指した。

## 経緯
日清戦争の頃、沖縄では士族が親清反日の頑固党と親日の開化党に分かれて対立していた。しかし、日清戦争で清が敗北すると、清の援助を受けて琉球王国復国を企図していた運動の失敗が露呈する。その後頑固党と開化党の士族は歩調を合わせ、自らの特権を維持するために日本政府を頼るようになった。なお、本土では秩禄処分がなされていたが、当時の沖縄では旧慣温存政策がとられており、士族に対する金禄の支給が行われていた。
1895年、琉球新報の太田朝敷が「愛國協会」を結成するもすぐに解散すると、6月に「公同会」を組織した。太田のほか尚寅、尚順、伊江朝真、護得久朝惟、 高嶺朝教、豊見城盛和、知花朝章、伊是名朝睦が主要なメンバーであり、尚家による世襲の沖縄県政が目指された。公同会は沖縄各地を遊説し、1896年から1897年の間に有禄・無禄に関わらず首里・那覇の士族や地方の役人を中心に73,322人から署名を集め、1897年秋に請願団が上京し、日本政府に請願書を提出した。
しかし、日本政府は資本主義による経済を沖縄まで押し広げることを図っていたため、封建的な特権の残っている沖縄の制度改革を検討しおり、「特権維持」の性格を持つ公同会による請願を認めなかった。また、内務大臣の野村靖が運動に対して厳しい姿勢を取ったため、この運動自体、大規模な展開とならずに自然消滅の方向に向かった。

## 内容
沖縄の士族にとっては、失われゆく自分たちの特権を守るために運動を展開したとされている。なお、趣意書の内容は以下の通りである。